# Élisabeth de Badlesmere
Élisabeth de Badlesmere, comtesse de Northampton (1313 - 8 juin 1356) est l'épouse de deux aristocrates anglais, Edmond Mortimer puis Guillaume de Bohun. Elle était la cohéritière de son frère Gilles de Badlesmere, 2e baron Badlesmere.
À l'âge de huit ans, elle est emprisonnée à la Tour de Londres avec ses quatre frères et sœurs et sa mère, Marguerite de Clare, qui avait refusé de restituer à la reine Isabelle de France le château de Leeds et qui ordonna une attaque lorsqu'elle tenta d'y entrer.

## Famille
Élisabeth est née à Badlesmere, dans le Kent, en 1313. Elle est le troisième enfant de Bartholomew de Badlesmere, 1er baron Badlesmere et de Marguerite de Clare. Elle a trois sœurs, Margery, Maud et Marguerite, et un frère cadet, Gilles de Badlesmere, 2e baron Badlesmere, qui a épousé Elizabeth Montagu, mais n'a pas eu d'enfants.
Ses grands-parents paternels sont Guncelin de Badlesmere et Joan FitzBernard, et ses grands-parents maternels sont Thomas de Clare, seigneur de Thomond et Juliana FitzGerald.
Son père est pendu, tiré et écartelé le 14 avril 1322 pour avoir participé à la rébellion du comte de Lancastre contre le roi Édouard II d'Angleterre, et sa mère est emprisonnée à la Tour de Londres jusqu'au 3 novembre 1322. Elle avait été arrêtée en octobre 1321 pour avoir ordonné une attaque contre la reine Isabelle après avoir refusé son entrée au château de Leeds, où le baron Badlesmere occupait le poste de gouverneur. Élisabeth et ses frères et sœurs ont également été envoyés à la Tour avec leur mère. Elle avait alors huit ans et était mariée depuis cinq ans à son premier mari, bien que le mariage n'ait pas encore été consommé en raison de son jeune âge.
En 1328, son frère Gilles obtint l'annulation de la confiscation des biens de son père et lui succède comme baron Badlesmere. Élisabeth, avec ses trois sœurs, était une cohéritière de Gilles, qui n'avait pas d'enfants avec sa femme. À sa mort en 1338, la baronnie tombe en suspens. Les domaines de Badlesmere sont alors divisés entre les quatre sœurs, et la part d’Élisabeth comprenait les manoirs de Drayton dans le Sussex, de Kingston et d'Erith dans le Kent, d'une partie de Finmere dans l'Oxfordshire ainsi que des propriétés à Londres.

## Mariages et descendance
Le 27 juin 1316, alors qu'elle n'a que trois ans, Élisabeth épouse son premier mari, Edmond Mortimer (1302/03-1331)  fils aîné et héritier de Roger Mortimer, 1er comte de March et de Jeanne de Geneville. Le contrat de mariage a été conclu le 9 mai 1316, et l'accord entre son père et son beau-père prévoit que Lord Badlesmere s’engagea à payer à Roger Mortimer la somme de 2 000 £, et qu'en retour Mortimer devait doter Élisabeth de cinq riches manoirs et d'autres terres. Le mariage, qui n'a été consommé que plusieurs années après la cérémonie, a donné naissance à deux fils : 
- Roger Mortimer, 2e comte de March (11 novembre 1328 château de Ludlow - 26 février 1360), épouse Philippa Montagu, fille de William Montagu, 1er comte de Salisbury et de Catherine Grandison, avec qui il eut des enfants, dont Edmond Mortimer, 3e comte de March.
- John Mortimer, mort jeune.

Sur ordre du roi Édouard III, le beau-père d’Élisabeth est pendu en novembre 1330 pour avoir usurpé le pouvoir royal, ainsi que d'autres crimes. Ses domaines sont confisqués par la Couronne, et donc le mari d’Élisabeth n'a pas pu succédé au comté, et il meurt un an plus tard. Le douaire d’Élisabeth comprenait les domaines de Maelienydd et de Comot Deuddwr dans les Marches galloises.
En 1335, un peu plus de trois ans après la mort d'Edmond Mortimer, Élisabeth épouse en secondes noces Guillaume de Bohun, 1er comte de Northampton (1312-1360), cinquième fils de Humphrey de Bohun, 4e comte de Hereford et d'Élisabeth d'Angleterre. Il était un commandant militaire et un diplomate renommé. Leur mariage a été arrangé pour mettre fin à l'hostilité qui existait entre les familles Bohun et Mortimer. Une dispense papale était nécessaire pour leur mariage car Guillaume de Bohun et son premier mari étaient apparentés aux troisième et quatrième degrés, descendant tous les deux d'Enguerrand de Fiennes. Le couple a reçu quelques domaines des Mortimer lors de leur mariage.
Par son deuxième mariage, Élisabeth eut deux autres enfants : 
- Humphrey de Bohun, 7e comte de Hereford, 6e comte d'Essex, 2e comte de Northampton (24 mars 1342 - 16 janvier 1373), épouse après le 9 septembre 1359 Jeanne FitzAlan, avec qui il eut deux filles, Éléonore de Bohun, duchesse de Gloucester et Marie de Bohun, épouse d'Henri de Bolingbroke (qui régna plus tard sous le nom de Henri IV).
- Élisabeth de Bohun (1350-3 avril 1385), épouse le 28 septembre 1359, Richard Fitzalan, 4e comte d'Arundel, avec qui elle eut sept enfants dont Thomas Fitzalan, 5e comte d'Arundel, Élisabeth FitzAlan, Jeanne FitzAlan et Alice FitzAlan.

En 1355, le comté de March est restitué à son fils aîné Roger.

## Décès
Élisabeth de Badlesmere meurt le 8 juin 1356, âgée d'environ quarante-trois ans. Elle est enterrée au prieuré de Blackfriars, à Londres. Elle a laissé un testament daté du 31 mai 1356, demandant l'inhumation au prieuré. La mention de l'enterrement d’Élisabeth se trouve dans les registres de l'abbaye de Walden qui confirment qu'elle a été enterrée dans au prieuré de Blackfriars : 
Anno Domini MCCCIxx.obiit Willielmus de Boun, Comes Northamptoniae, cujus corpus sepelitur in paret boreali presbyterii nostri. Et Elizabetha uxor ejus sepelitur Lundoniae in ecclesia fratrum praedictorum ante major altare. 